# 玉城司
玉城 司（たまき つかさ、1953年1月- ）は、日本の国文学者。元清泉女学院大学教授。専門は近世俳諧史。

## 人物・来歴
長野県長野市生まれ。1975年金沢大学法文学部哲史文学科（国文学専攻）卒業、1987年早稲田大学大学院文学研究科修士課程修了。清泉女学院短大助教授、教授。清泉女子大学人文科学研究所客員所員。
2017年、与謝蕪村の新出句を発見した。

## 著書
- 『建部綾足 彩の人』（日本の作家）新典社、1998年6月
- 『今昔詩歌ものがたり』ほおずき書籍、2012年6月
- 『蕪村の四季 交響する魂 文学の世界』（NHKシリーズ カルチャーラジオ)）NHK出版、2014年10月

監修
- 『えんぴつで蕪村・一茶』大迫閑歩、ポプラ社、2018年12月